# Казанова (телесериал, 2020)
«Казано́ва» — российский детективно-авантюрный мелодраматический художественный телесериал режиссёра Кирилла Белевича, снятый в 2018—2019 годах кинокомпанией «Амедиа Продакшн» по сценарию Дмитрия Новосёлова. Телевизионная премьера первого сезона сериала проходила с 9 по 19 ноября 2020 года на «Первом канале». Роль «Казановы» в сериале исполнил актёр Антон Хабаров.
Летом 2023 года стало известно, что сериал продлён на второй сезон, его премьера проходила с 3 по 13 марта 2025 года.

## Сюжет

### Первый сезон
Москва, 1978 год. В разных городах Советского Союза зарегистрировано несколько случаев мошенничества, жертвами которого стали женщины «с положением в обществе». Приметы преступника-«гастролёра» потерпевшие описывают одинаково: обаятельный, интеллигентный мужчина средних лет, с лёгкостью втирается в доверие.
После попытки самоубийства одной из фигуранток резонансного уголовного дела расследование поручают московским следователям — капитану милиции Сергею Шмакову и старшему лейтенанту милиции Полине Новгородцевой, недавно получившей диплом психолога.
Артистичный обольститель немолодых, обеспеченных и одиноких женщин «Казанова», как его прозвали следователи, в ходе своей преступной деятельности по выманиванию обманным путём денег у своих доверчивых жертв примеряет на себя десятки образов. Он легко перевоплощается в людей самых разных социальных слоёв и профессий: в богемного режиссёра, простоватого шахтёра, военного с командным голосом, сотрудника КГБ, священника, заведующего базой общепита, заикающегося поэта-диссидента и других. Перед своими потенциальными жертвами он мастерски предстаёт то настойчивым или терпеливым, то щеголеватым или застенчивым.
Запутанное дело перерастает в личную драму, когда «Казанова», узнав о том, что за ним по пятам идут московские следователи, знакомится с товарищем Новгородцевой с целью провернуть с ней свой обычный трюк. В этот раз события развиваются не по запланированному им сценарию…

### Второй сезон
Москва, лето 1980 года. Обаятельный аферист и обольститель Игорь Апрельцев — он же «Казанова» — отчаянно стремится к полностью чистой биографии и новому паспорту. Он все еще находится в уголовном розыске и вынужден скрываться в Ленинграде у влюбленной в него сожительницы Тихомировой.
В один прекрасный день «Казанова» замечает, что его портрет исчез с доски розыска. Не теряя ни минуты, Игорь Апрельцев собирает вещи и едет в Москву. Тем временем его возлюбленная Полина Новгородцева готовится навсегда уехать из столицы с сыном Никитой и маленькой Машей, дочкой Апрельцева. Именно в этот момент, когда красавец коллега помогает ей погрузить вещи, ее и видит «Казанова». Со стороны они настолько похожи на счастливую семью, что, распрощавшись с мечтой о жизни с Полиной, Игорь Апрельцев также решает начать все заново.

## Создатели о фильме и его героях
«Наш фильм об одиночестве — и женском, и мужском, и вообще одиночестве в принципе — оно идёт из детства… Настоящий герой картины, с моей точки зрения, не Казанова, а собирательный образ всех женщин, которые встречаются ему на пути».— Кирилл Белевич, режиссёр телесериала «Казанова».

«Мой герой, наверное, лучший аферист Советского Союза, он обворовывает богатых женщин. И при этом он каждую искренне любит».— Антон Хабаров, исполнитель роли «Казановы».

## В ролях

### Первый сезон
| Актёр                         | Роль |
| ----------------------------- | --- |
| Антон Хабаров                 | Игорь Сергеевич Апрельцев («Казанова»), советский брачный аферист |
| Светлана Ходченкова           | Полина Андреевна Новгородцева, старший лейтенант милиции, сотрудник Московского уголовного розыска (МУРа), дипломированный психолог, бывший инспектор по делам несовершеннолетних, мать Никиты |
| Сергей Угрюмов                | Сергей Васильевич Шмаков, капитан милиции, оперуполномоченный по особо важным делам Московского уголовного розыска (МУРа)                                                                      |
| Екатерина Шпица               | Элла Моргунова, художница, сообщница и любовница «Казановы» |
| Александр Назаров             | Виктор Владимирович Бескрылов, подполковник милиции, начальник отдела по борьбе с хищениями личного имущества граждан Московского уголовного розыска (МУРа)                                    |
| Татьяна Белевич               | Людмила Михайловна, мать Полины Новгородцевой, бабушка Никиты |
| Григорий Анурин               | Никита, сын Полины Новгородцевой |
| Светлана Смирнова-Марцинкевич | Елена Петрова, председатель «Крымпотребсоюза» в Ялте |
| Марианна Шульц                | Оксана Сергеевна Вострикова, главный бухгалтер «Крымпотребсоюза» в Ялте |
| Мария Звонарёва               | Роза Львовна Слонимская, эксперт-искусствовед в Центральном музее революции СССР в Москве |
| Олеся Железняк                | Лариса Тимуровна Погосян, директор колхозного рынка в Ростове-на-Дону, депутат |
| Руслана Рухадзе               | Роза Георгиевна Каладзе, заведующая вагоном-рестораном в Тбилиси |
| Светлана Антонова             | Наталья Петровна Баркина, главный экономист завода «КанАЗ» в Ереване, жена Станислава Юрьевича Баркина                                                                                         |
| Екатерина Редникова           | Елена Сергеевна Марченко, заместитель председателя Бауманского райисполкома в Москве |
| Ирина Пегова                  | Екатерина Львовна Иорданская, вдова партийного чиновника, заместитель председателя горисполкома в Сочи                                                                                         |
| Кузьма Сапрыкин               | Иван Ефимов, младший лейтенант милиции |
| Юрий Пимкин                   | Дмитрий Николаевич Звонарёв, полковник войск связи |
| Микаэл Джанибекян             | Каназ Карапетян, заместитель директора Дома культуры в Ереване |
| Александр Коротков            | врач |
| Екатерина Агеева              | Зоя, секретарь Бескрылова |
| Татьяна Жукова-Киртбая        | преподаватель ГИТИСа |
| Кирилл Белевич                | Никита Сергеевич Чижиков (Ямпольский), кинорежиссёр |
| Тамара Спиричева              | Екатерина Николаевна, сотрудница архива Центрального московского ЗАГСа |
| Константин Желдин             | ювелир в Ленинграде |
| Евгений Серзин                | Борис Немчинов, поэт в Выборге |
| Семён Серзин                  | поэт в Ленинграде |
| Софья Лебедева                | Ингрид Оселунд, дочь шведского консула |
| Кристина Бабченко             | Анастасия Васькова, дочь директора керамического завода во Пскове, молодая актриса Псковского драматического театра                                                                            |
| Екатерина Гусева              | женщина за рулём автомобиля «Жигули» (эпизод в финале) |

## Прототип
Сценарий сериала основан на реальных событиях и материалах настоящего уголовного дела. Прототип главного героя по прозвищу «Казанова» в сериале — реально существовавший в СССР в конце 1960-х годов вор-рецидивист и убийца Юрий Юрьевич Ладжу́н (уроженец города Мукачево Закарпатской области Украинской ССР), брачный аферист по кличке «Ален Делон», обманувший и обокравший 72 женщины и убивший одну из них. Ладжун был приговорён судом к высшей мере наказания — смертной казни.

## Музыка
В фильме для создания атмосферы используются песни 1970—1980-х годов:
| Исполнитель       | Песня                |
| ----------------- | -------------------- |
| «Самоцветы»       | Качается вагон       |
| Вахтанг Кикабидзе | Чито-гврито          |
| Эдита Пьеха       | Наш сосед            |
| Вячеслав Добрынин | От станции любовь... |
| «Ариэль»          | В краю магнолий      |
| «Ариэль»          | Зимы и вёсны         |
| «Ариэль»          | На острове буяне     |